# Władysław Rożen
Władysław Rożen (ur. 21 czerwca 1896 w Klikuszowej, zm. w czerwcu 1919 w Warszawie) – podporucznik piechoty Wojska Polskiego, działacz niepodległościowy, kawaler Orderu Virtuti Militari.

## Życiorys
Urodził się 21 czerwca 1896 w Klikuszowej, w ówczesnym powiecie nowotarskim Królestwa Galicji i Lodomerii, w rodzinie Józefa i Marii z Trutych. Był młodszym bratem działaczy niepodległościowych, odznaczonych Krzyżem Niepodległości: Michała (1884–1958), doktora praw, kapitana piechoty rezerwy Wojska Polskiego, kawalera Walecznych i Jana, ps. „Góral” (ur. 1894), rolnika.
W 1907 wstąpił do klasy Ia w c. k. I Wyższej Szkole Realnej w Krakowie. W czerwcu 1914 ukończył naukę w klasie VIIa i zdał egzamin dojrzałości. Należał do Związku Strzeleckiego, w którym ukończył szkołę podoficerską i oficerską.
6 sierpnia 1914 wstąpił do oddziałów strzeleckich. Przydzielony został do 3. kompanii I batalionu 1 pułku piechoty Legionów Polskich. Do 9 września 1916 walczył w polu. Wyróżnił się 24 grudnia 1914 w bitwie pod Łowczówkiem i 4 lipca 1916 w bitwie pod Kostiuchnówką. 31 marca 1917 został odnotowany jako starszy sierżant w 3. kompanii I baonu 1 pp i przedstawiony do odznaczenia austriackim Krzyżem Wojskowym Karola. Po odezwie Tymczasowej Rady Stanu z 18 maja 1917 wystąpił 20 czerwca do cesarza Karola I o zwolnienie z obywatelstwa austriackiego oraz do TRS o przyznanie obywatelstwa Królestwa Polskiego. W roku akademickim 1917/1918 został wykazany jako student nadzwyczajny na Wydziale Filozoficznym Uniwersytetu Jagiellońskiego. Po kryzysie przysięgowym (lipiec 1917) został wcielony do armii austro-węgierskiej.
Po odzyskaniu niepodległości służył w Wojsku Polskim. 18 marca 1919 jako podoficer byłych Legionów Polskich służący w 5 pułku piechoty Legionów został mianowany z dniem 1 marca 1919 podporucznikiem piechoty z równoczesnym przeniesieniem do 3 pułku piechoty Legionów. Następnie w batalionie zapasowym 1 pułku piechoty Legionów w Komorowie organizował oddziały szturmowe, a później walczył z bolszewikami na froncie litewsko-białoruskim. 26 maja 1919 w bitwie pod Zalesiem został ciężko zraniony bagnetem. Zmarł po niespełna dwóch tygodniach w szpitalu w Warszawie, w następstwie odniesionej rany. 14 października 1920 został pośmiertnie zatwierdzony z dniem 1 kwietnia 1920 w stopniu kapitana, w piechocie, w grupie oficerów byłych Legionów Polskich. Był kawalerem, bezdzietnym.

## Ordery i odznaczenia
- Krzyż Srebrny Orderu Wojskowego Virtuti Militari nr 7187 – pośmiertnie, 17 maja 1922[26][27][28][1]
- Krzyż Niepodległości – pośmiertnie, 19 grudnia 1930 „za pracę w dziele odzyskania niepodległości”[29][30][31]